# 天桃木
天桃木（学名：Mangifera persiciformis），又名天桃、扁桃、扁桃芒果、扁桃杧果、酸果，是漆树科杧果属的植物，为中国的特有植物。分布于中国大陆的云南、广西、贵州等地，生长于海拔290米至600米的地区。

## 别名
唛咖（广西壮语） 酸果、天桃木（广西）

## 形态特征和生物学特性
常绿乔木，高可达30m，胸径1m。圆锥花序顶生或着生于上部叶腋。每年早春4月开黄白或黄色小花，嫩叶紫红色；7月份果实累累，未成熟是青绿色，熟透后淡黄色，味蜜甜，有股浓郁的荳蔻芳香。

枝圆柱形，无毛，灰褐色，具条纹。叶薄革质，狭披针形或线状披针形，长11-20厘米，宽2-2.8厘米，先端急尖或短渐尖，基部楔形，边缘皱波状，无毛，中脉两面隆起，侧脉约20对，斜升，近边缘处弧形网结，侧脉和网脉两面突起，叶柄长1.5-3.5厘米，上面具槽，基部增粗。圆锥花序顶生，单生或2-3条簇生，长10-19厘米，无毛，自基部分枝；苞片小，三角形，长约1.5毫米；花黄绿色，花梗长约2毫米，无毛，中部具节；萼片4-5,卵形，长约2毫米，宽约1.5毫米，无毛，内凹；花瓣4-5,长圆状披针形；长约4毫米，宽约1.5毫米，无毛，里面具4-5条突起的脉纹，汇合于近基部；花盘垫状，4-5裂；雄蕊仅1个发育，长2.5-3毫米，不育雄蕊(1-) 2-3，钻形或小齿状，无花药；子房球形，径约1.2毫米，无毛，花柱近顶生，与雄蕊近等长。果桃形，略压扁，长约5厘米，宽约4厘米，果肉较薄，果核大，斜卵形或菱状卵形，压扁，长约4厘米，宽约2.5厘米，具斜向凹槽，灰自色；种子近肾形，一端较大，子叶不裂。

天桃木分布桂西和西南部，以及滇、粤西、琼、台。垂直分布多在海拔120-128m的丘陵、平原和沟谷旁(《中国植物志》为分布在海拔290-600m)。适生于平均气温19.5-22.3℃、年积温7000℃以上、年降水量1000-1600m的地区。短期低温-2.5℃幼树枝梢会受轻伤害，小苗在-1.5℃会冻死。幼龄树喜半阴，不耐曝晒，成年树喜光，属中性树种。对土壤要求不高，除在钙质土上不能生长外，微酸的红黄土壤、沙壤、轻黏土和砂页岩、花岗岩、冲积土等均能生长。

与产泰国、缅甸、越南的M. camptosperma Pierre和M. camptosperma var. linearifolia Mukherji极相似，但不育雄蕊(1-) 2-3,果为桃形，压扁，果核斜卵形或菱状卵形，压扁，种子近肾形，一端较大，珠被不折叠，子叶不裂而明显不同。

## 作用
1. 果可食，但果肉较薄。
2. 树干笔直，枝叶稠密，树冠略成宝塔形，为良好的庭园和行道绿化树种，南宁附近已作行道树栽培。[4]